# Adab (település)
Adab vagy Udab ókori sumer település Ningírszu és Nippur között. Nevét két logogrammal és egy determinatívummal írták: 𒌓𒉣𒆠 UD.NUNKI, amelynek olvasata valószínűleg adab vagy udab volt. Elképzelhető, hogy az adab olvasat akkád hatás, és eredetileg Udnun volt. Ma Irak Vászit kormányzóságában Biszmaja település fekszik mellette. Helyi főistene Ninhurszag istennő, akit az Émah (𒂍𒈤 e2-maḫ, „hatalmas ház”) templomban tiszteltek.
Biszmaja falu környékén William Hayes Ward orientalista kezdett kutatni 1885-ben. 1890-ben John Punnett Peters, a Pennsylvaniai Egyetem orientológusa követte. Mindketten egy napot töltöttek el, és ékírásos táblákat és töredékeket találtak. 1902-ben Walter Andrae egy tábla megtalálása mellett először készített a lelőhelyről vázlatrajzot.
1903–1904-ben hat hónapig ásott a területen Edgar James Banks, akkor bizonyosodott be, hogy ezek a halmok Adab ősi városának maradványai, amelyet a sumer királylista, és a Hammurapi-kódex bevezetése is megemlít. A város ismert része 1,5×3 km-es területen fekszik, az Eufrátesz partján állt – bár ma távol van a folyótól, sőt közelebb van a Tigrishez –, de két részre osztotta egy csatorna. A csatornával leválasztott szigeten volt az Émah lépcsős toronytemplom. A korai idők igen fontos városa volt, de már a III. uri dinasztia idején elhagyták és többé nem népesült be. A felszíni leletek Sulgi és Ur-nammu uralkodása idején keletkeztek a feliratos téglák alapján. Közvetlenül ezek alatt – mint Nippurnál – Narám-Szín és Sarrukín idejéből származó tárgyakat találtak i. e. 2300 körülről. Ezek alatt még hét-nyolc rétegnyi, 10,5 méter vastag településmaradvány van.
Adabot már a korai dinasztiák idején benépesítették, az első említett uralkodó az Inanna alvilágjárása című műben Dumuzi, Uruk királya. Ekkor az istennő templomát Ésara (e2-dšara) névvel írták, ez valószínűleg nem azonos az Émahhal. Kis királya, Meszilim is feltűnik, majd egy olyan adabi király, akit a sumer királylista is említ, Lugal-anne-mundu. Meszilim és Lugal-anne-mundu az i. e. 3. évezred közepére datálhatók. Lugal-anne-munduról azt is állítják, hogy Elámtól Libanonig, sőt a Jordán-menti Amurrúig terjedő birodalmat hozott létre. Ez már a nem sokkal későbbi Sarrukín akkád király előképe, nem kizárt, hogy Lugal-anne-mundu egyes hódításait ma Sarrukín hódításaként ismerjük. Az eblai könyvtár néhány szövege is említi Adabot mint kereskedelmi partnert, nem sokkal Ebla bukása előtt. A források szerint Narám-Szín idején újjáépítették az Ésarát, de a templom nem került elő, így ezt az információt nem sikerült ellenőrizni. A III. uri dinasztia idején helytartók irányították a várost, néhánynak a neve is fennmaradt.
Az épületek, falak és sírok maradványai mellett Banks számos korai típusú agyagtáblát, bronz- és kőtáblákat és bronzeszközöket tárt fel. A táblák közül 543 Chicagói Egyetem Keleti Intézetébe került. Az egyetem minden hozzá került dokumentumot publikált 1930-ban. A többi, nagyjából 1100 darab az isztambuli Archeológiai Múzeumba. Ezeket többnyire a helybéliektől vásárolták, nem kiásták. Az utóbbiak többségét még soha nem publikálták. A magánkézbe került táblák egy részét a Cuneiform Digital Library 2002. évi második száma publikálta. Az egyik legjelentősebb felfedezés egy fehér márványból készült teljes szobor, amely a legkorábbi ismert ilyen lelet. A rajta lévő felirat: Émah, Da-udu király, Ud-Nun. Emellett egy templomi hulladékdomb, amelyben nagy mennyiségű márvány, alabástrom, ónix, porfir és gránit anyagú edényt találtak. Ezek közül néhány feliratos, mások pedig elefántcsonttal és drágakövekkel berakottak. Innen került elő a világtörténet első ismert képregénye, ami A három adabi ökörhajcsár címet kapta. Bár Banks az ásatásait a normáknak megfelelően dokumentálta, a zárópublikációt személyes viták miatt nem készítette el.

## Fordítás
Ez a szócikk részben vagy egészben  az   Adab (city) című angol Wikipédia-szócikk ezen változatának fordításán alapul.  Az eredeti cikk szerkesztőit annak laptörténete sorolja fel. Ez a jelzés csupán a megfogalmazás eredetét és a szerzői jogokat jelzi, nem szolgál a cikkben szereplő információk forrásmegjelöléseként.